# توفیلووکا
توفیلووکا (به لهستانی:  Teofilówka) یک روستا در لهستان است که در گمینا یابووننا لاتسکا واقع شده‌است.